# Rio Grande (New Jersey)
Rio Grande is een plaats (census-designated place) in de Amerikaanse staat New Jersey, en valt bestuurlijk gezien onder Cape May County.

## Demografie
Bij de volkstelling in 2000 werd het aantal inwoners vastgesteld op 2444.

## Geografie
Volgens het United States Census Bureau beslaat de plaats een oppervlakte van
6,2 km², waarvan 6,1 km² land en 0,1 km² water. Rio Grande ligt op ongeveer 3 m boven zeeniveau.

## Plaatsen in de nabije omgeving
De onderstaande figuur toont nabijgelegen plaatsen in een straal van 8 km rond Rio Grande.